# 6514 Torahiko
6514 Torahiko eller 1987 WY är en asteroid i huvudbältet som upptäcktes den 25 november 1987 av den japanska astronomen Tsutomu Seki vid Geisei-observatoriet. Den är uppkallad efter den japanska fysikern Torahiko Terada.
Asteroiden har en diameter på ungefär 7 kilometer.